# Henryka Dobosz-Kinaszewska
Henryka Dobosz-Kinaszewska (* 16. April 1940 in Kolano) ist eine polnische Journalistin, Regisseurin und Drehbuchautorin.

## Leben
Henryka Dobosz wurde im besetzten Polen geboren. Sie studierte bis 1962 Polonistik an der Maria-Curie-Skłodowska-Universität in Lublin und absolvierte zusätzlich ein außeruniversitäres Studium der Journalistik beim Verband Polnischer Journalisten (SDP). Dobosz heiratete den Regisseur und Filmproduzenten Adam Kinaszewski (1944–2008). Ihre Tochter Paulina (* 1976) ist Schauspielerin, Sängerin, Geigerin und Lehrerin.
Dobosz-Kinaszewska begann ihre berufliche Laufbahn 1962 als Redakteurin für schöne Literatur beim Verlag Wydawnictwo Lubelskie, 1964 wechselte sie zur Zeitung Gazeta Zielonogórska. Von 1967 bis 1975 leitete sie die Kulturabteilung der Wochenzeitung Nadodrze in Zielona Góra (Grünberg). In Danzig war Dobosz-Kinaszewska von 1975 bis 1978 fürGłos Wybrzeża und anschließend bis 1981 für Tygodnik Kulturalny tätig. Als Leiterin der Kulturredaktion wechselte sie zur Wochenzeitung Samorządność.
Im August 1980 nahm Dobosz-Kinaszewska Anteil am Streik in der Danziger Werft (Leninwerft) und unterzeichnete die Erklärung polnischer Journalisten zur Unterstützung des Streiks der Werftarbeiter. Während der Verhängung des Kriegsrechts (1981–1983) war sie als ständige Mitarbeiterin der Untergrundpresse, darunter für Przegląd Polityczny, Przekaz, Podpunkt und die katholischen Blätter Gwiazdy Morza sowie W Drodze.  In diesem Umfeld wurde sie auch Mitherausgeberin des Buchs Wiązania, Grudzień 70, Dojrzewanie.
Mit Tadeusz Skutnik bereitete Dobosz-Kinaszewska den Danzigbesuch des Papsts Johannes Paul II. im Juni 1987 vor. Nach dem Systemwechsel von 1989 arbeitete sie in der Redaktion von Tygodnik Gdański und leitete die Abteilung Kultur der Gazeta Gdańska. Für TVP Gdańsk führte sie in den 1990er Jahren eine Reihe von Interviews mit bedeutenden Persönlichkeiten aus dem Bereich Kultur.
Seit 1992 schreibt Dobosz-Kinaszewska Drehbücher für Dokumentarfilme und übernimmt meist auch die Regie. Mit ihrem Ehemann arbeitete sie 1999 bei der siebenteiligen Serie Warszawa – pejzaż z Singerem und beim 2009 fertiggestellten Film I to wszystko zamienia się w taniec zusammen. Beide Filme thematisieren das Leben polnischer Juden in der Zwischenkriegszeit. Für ihre Dokumentation Czarni (2017)  schrieb Mikołaj Trzaska die Filmmusik.

## Auszeichnungen
Dobosz-Kinaszewska wurde mit der Medaille der Gewerkschaft Solidarność und 2007 mit der Mestwin-II.-Medaille der Stadt Danzig ausgezeichnet. In den 1960er und 1970er Jahren erhielt sie eine Reihe journalistischer Auszeichnungen.

## Filmografie (Auswahl)
Drehbuch und Regie
- 1993: Światło Biblii
- 1999: Warszawa – pejzaż z Singerem
- 2001: List do ojca Sławomira
- 2005: Kryptonim „Inspirator“
- 2007: Franka
- 2013: Komu skrzypce, a komu futerał
- 2020: O tych, którzy zbudowali pomnik (2020)

Produzentin
- 2010: Między sierpniem a młotem